# 張曜
張 曜（ちょう よう、Zhāng Yào、1832年 - 1891年）は、清末の軍人・官僚。字は朗斎。直隷省大興県出身。
捻軍の蜂起が発生すると団練300人を率いて戦う。知謀をセンゲリンチン（僧格林沁）に評価され、清軍に招かれて固始知県となった。知県在任中に太平天国軍の李秀成に城を70日余りの間包囲されたが、耐え抜いて、バトゥルの称号を得た。1860年に知府、さらに道員に昇格。1861年には河南按察使となった。その後、山東省・河南省・直隷省を転戦して捻軍と戦い、平定に貢献した。
1869年、左宗棠の要請で陝西省・甘粛省の回民蜂起の鎮圧に参加。1876年には左宗棠に従ってヤクブ・ベクの乱の鎮圧のため新疆に赴き、トゥルファンを陥落させる功績をあげた。その後カシュガルに駐屯し、1884年からは直隷省北部の防衛にあたった。
1885年、広西巡撫に任命されたが、赴任する前に山東巡撫に転任となった。当時山東省では黄河の氾濫が深刻だったが、張曜は治水に乗り出し、大いに効果を上げた。1888年には海軍の軍務の補佐を命じられた。
死後、勤果の諡号を贈られた。